# Aiud
Aiud (pronunciació en romanès: [aˈjud] (llatí: Brucla, hongarès: Nagyenyed, Pronunciació hongaresa : [ˈnɒɟɛɲɛd] ; alemany: Straßburg am Mieresch) és una ciutat situada al comtat d'Alba, Transsilvània (Romania).
La població de la ciutat és de 22.876 habitants. Té l'estatus de municipi i és la segona ciutat més gran del comtat, després de la seu del comtat d'Alba Iulia. La ciutat deriva el seu nom en última instància de Sant Gil (Aegidius), a qui es va dedicar la primera església de l'assentament quan es va construir.

## Administració
El municipi d'Aiud està format per la ciutat pròpiament dita i per deu pobles. Aquests es divideixen en quatre pobles urbans i sis pobles que es troben fora de la ciutat pròpiament dita però pertanyen al municipi. Els quatre pobles urbans són: Aiudul de Sus, Gâmbaș, Măgina i Păgida. Els pobles rurals són: Ciumbrud (0,81 km²), Sâncrai (0,65 km²), Gârbova de Jos (1,04 km²), Țifra (0,06 km²), Gârbova de Sus (0,52 km²) i Gârbovița (0,28 km²).

## Demografia
A 2016, la població total era de 26.296 (per sexe: 12900 homes + 13396 dones).

### Localitats
El municipi comprèn la ciutat pròpiament dita i els deu pobles que administra, per ordre de població:
- Aiud ciutat pròpiament dita
- Aiudul de Sus (Felenyed)
- Ciumbrud (Csombord)
- Sâncrai (Enyedszentkirály)
- Măgina (Muzsnaháza)
- Gâmbaș (Marosgombás)
- Gârbova de Jos (Alsóorbó)
- Gârbova de Sus (Felsőorbó)
- Păgida (Kisapahida)
- Gârbovița (Középorbó)
- Țifra (Cifrafogadó)

### Ètnia
La composició ètnica és:
- Romanesos: 16.955 (79,7% del total de la població per a la qual hi ha dades disponibles)
- Hongaresos: 3.364 (15,8%)
- Romaní: 930 (4,4%)
- Alemanys: 15 (0,07%)

### Religió
- Ortodoxa: el 76,3% de la població total
- Reformat: 13,1%
- Greco-catòlic: 4,1%
- Catòlic: 2,1%
- Unitària: 1,1%
- Altres: 3,3%

## Geografia

### Clima
La ciutat es troba a la vall del riu Aiud i, per tant, té un clima de muntanya. Té un clima temperat continental transilvanià característic. La temperatura mitjana hivernal és de −2.6 °C (27 °F) i la temperatura mitjana estival és de 19.2 °C (67 °F).
La infraestructura educativa a Aiud és molt bona per a una ciutat de la seva mida. Hi ha moltes escoles, amb molts estudiants, a causa del fet que és reconeguda com el centre educatiu de la zona, amb estudiants que provenen d'altres comunitats de la zona. La primera escola es va obrir a Măgina el 1611, amb cursos de llengua romanesa. Avui dia funcionen al municipi les següents institucions educatives:
- Col·legi "Titu Maiorescu" (605 estudiants; 46 empleats)
- Col·legi "Bethlen Gabor" (1011 estudiants; 81 empleats)
- Institut "Avram Iancu" (505 estudiants; 37 empleats)
- Institut Agrari Agrari "Alexandru Borza" (487 estudiants; 51 empleats)
- Escola General 1 (1306 estudiants; 63 funcionaris)
- Escola General 2 (189 estudiants; 13 funcionaris)
- Escola General 3 (1089 estudiants; 58 funcionaris)
- Centre d'educació infantil amb horari ampliat núm. 1 (41 estudiants; 5 funcionaris)
- Centre d'educació infantil amb horari ampliat núm. 2 (113 estudiants; 9 funcionaris)
- Centre d'educació infantil amb horari ampliat núm. 3 (45 estudiants; 6 funcionaris)
- Centre d'educació infantil amb hores estàndard núm. 1 (27 estudiants; 1 personal)
- Centre d'educació infantil amb hores estàndard núm. 2 (28 estudiants; 1 personal)
- Centre d'educació infantil amb hores estàndard núm. 3 (80 estudiants; 4 funcionaris)
- Centre d'educació infantil amb hores estàndard núm. 4 (122 estudiants; 6 funcionaris)
- Centre d'educació infantil amb hores estàndard núm. 5 (89 estudiants; 5 funcionaris)
- Centre d'educació infantil amb hores estàndard núm. 6 (108 estudiants; 5 funcionaris)
- Centre d'educació infantil amb hores estàndard núm. 7 (34 estudiants; 2 funcionaris)
- Centre d'educació infantil amb hores estàndard núm. 8 (20 estudiants; 1 personal)
- Centre d'educació infantil amb hores estàndard núm. 9 (77 estudiants; 4 funcionaris)
- Centre d'educació infantil amb hores estàndard núm. 10 (62 estudiants; 3 funcionaris)
- Club infantil (885 estudiants, 7 empleats)

## Fills il·lustres
- Bogdan Andone
- Florence Baker
- Dániel Bánffy
- Răzvan Dâlbea
- Sándor Dominich
- Gábor Kemény
- Werner Klemm
- Andrei Rațiu

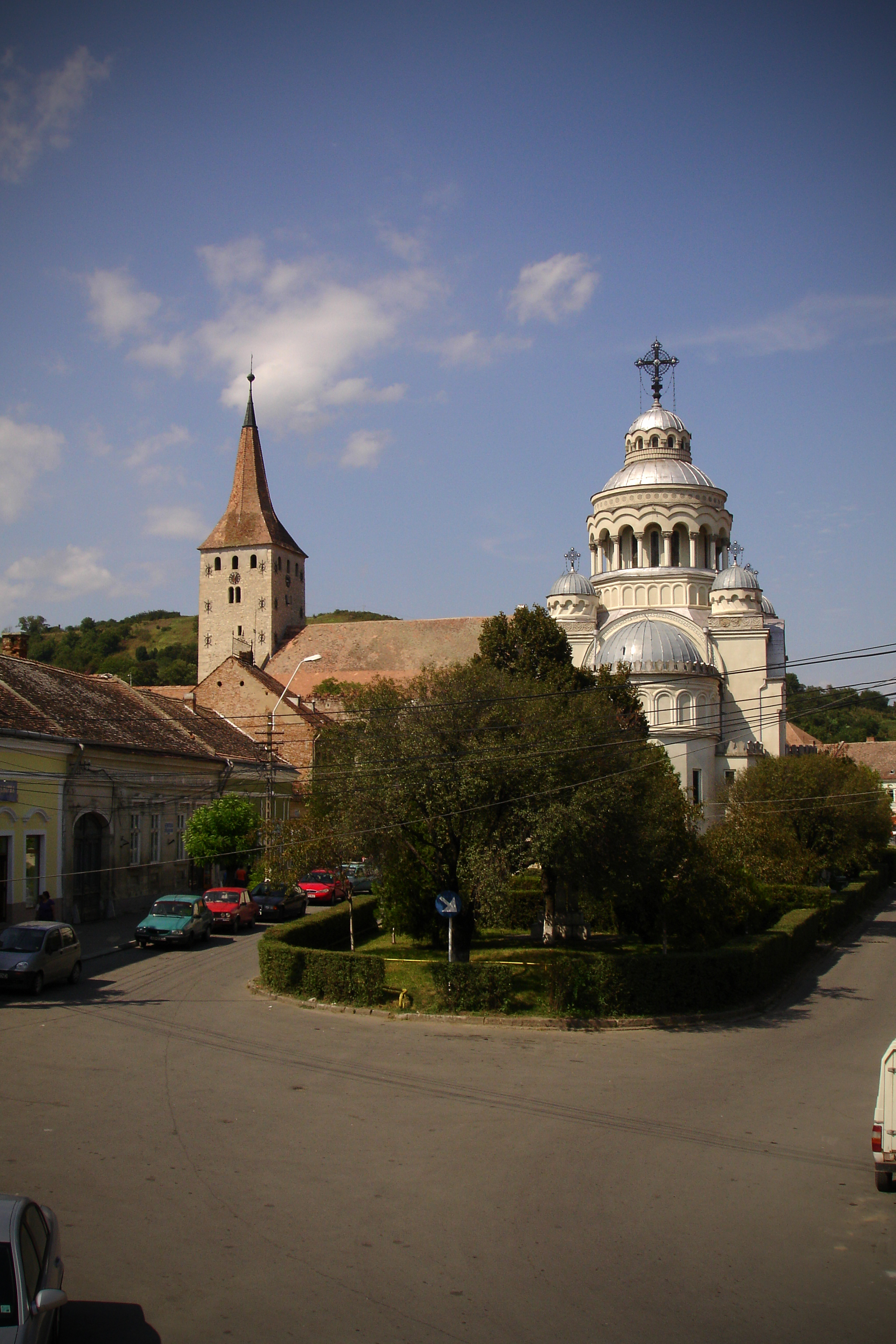
Esglésies a Aiud

Aiud és un important centre turístic pel que fa a agroturisme, ecoturisme i turisme cultural.

### Atraccions culturals
El centre de la ciutat és històric i alberga molts llocs d'interès, com ara la Ciutadella d'Aiud, l'Ajuntament, els museus i les esglésies.

#### Ciutadella Aiud
La Ciutadella d'Aiud (Cetatea Aiudului en romanès) es troba al centre d'Aiud; construït a l' època medieval (segle xiv), comprèn molts edificis. És el principal atractiu turístic d'Aiud. La ciutadella és força petita, amb un perímetre de 350 metres, i té la forma d'un pentàgon irregular. Les primeres evidències documentades de la ciutadella existent avui daten del 7 de novembre de 1293, un privilegi emès pel rei Ladislau IV d'Hongria (1272–1290), però la tradició local sosté que la primera torre de vigilància de pedra es va acabar durant la invasió mongola d'Europa el 1241. Altres esdeveniments importants per a la ciutadella: els aixecaments de serfs de 1437; la conquesta de Miquel el Valent ; els atacs dels Habsburg el 1704 i el 1717; l'aixecament cristià: guerra religiosa entre 1758 i 1761; el moviment camperol de 1784 i l'onada revolucionària de 1848–1849.

#### El monument dels estudiants
A causa de la seva forta cultura educativa, que es remunta a la fundació de la ciutat, el Monument als Estudiants (Monumentul studentesc) és el monument més antic d'Aiud. Es troba al bell parc de la ciutat i es va erigir en memòria dels estudiants que van lluitar contra la invasió dels Habsburg el 1704. El monument es va erigir el 1904, 200 anys després de la invasió.

#### L'Ajuntament
L'ajuntament d'Aiud està situat al centre de la ciutat, al carrer Consiliul Europei, número 1, a prop de la ciutadella d'Aiud. L'edifici, construït a la dècada de 1890, està construït a l'estil majestuós d'aquells temps, amb balcons, estàtues, decoracions i interiors meravellosos.

#### Museus
A Aiud hi ha dos museus públics importants. Són el Museu d'Història (tancat temporalment per reformes a partir del 2013) i el Museu de Ciències Naturals. El museu d' història es va construir el 1796 i es troba en un edifici històric. Hi ha una gran col·lecció de monedes, així com artefactes medievals i pre-medievals. La col·lecció del Museu de Ciències Naturals data del 1720. Es basa principalment en zoologia, a més de botànica, paleontologia i geologia.

#### Esglésies
La majoria de la població d'Aiud és cristiana, però també prové de diverses denominacions, incloses les del catolicisme i l'ortodòxia oriental, així com de les fe reformades, unitàries, baptistes i evangèliques. Per tant, hi ha llocs de culte per a totes aquestes religions.
La catedral ortodoxa es troba al sud-est de la ciutat i és un impressionant edifici amb sostres alts i cúpules meravelloses. Es va construir després de la unificació de Transsilvània amb la resta de Romania (Valàquia i Moldàvia) l'1 de desembre de 1918. La construcció es va iniciar el 1927 i va durar algunes dècades. L'arquitectura es va inspirar en l'església de Santa Sofia d'Istanbul i està construïda en estil romà d'Orient.
L'església catòlica romana, encara que és més petita i menys imponent que la catedral ortodoxa, encara és molt bella, construïda en estil barroc. A més, es troba a la plaça Cuza Vodă, envoltant la ciutadella medieval d'Aiud, cosa que fa que l'església sigui molt ideal pel que fa a l'entorn. L'església conté un gran orgue i vitralls pintats per un artista de Budapest.
L'església reformada serveix principalment a la minoria hongaresa d'Aiud, que va tenir un paper important en la identitat de la ciutat en termes d'educació, art, arquitectura i molt més. La seva església és, sens dubte, la més memorable de les tres esglésies principals, ja que es troba just a la Ciutadella d'Aiud i té un estil arquitectònic medieval, essent la més antiga d'Aiud.

#### Monestirs
El monestir més famós de la zona d'Aiud és el monestir de Râmeț, que es va construir al segle xv. La seva arquitectura és clàssicament romanesa, semblant als monestirs pintats de Moldàvia com Voronet. Al monestir també hi ha un museu. A més del monestir de Râmeț, també hi ha monestirs a Magina i Cicau.

#### Col·legis històrics
El Bethlen Gabor College, amb 1011 estudiants actuals i una rica història, és la institució educativa més important d'Aiud. El col·legi, batejat amb el nom de Gabriel Bethlen, príncep de Transsilvània (1613-1629), va ser fundat el 1622 a Alba-Iulia, la capital del comtat d'Alba, i després es va traslladar a Aiud. Més tard, també es va traslladar a Cluj-Napoca per poc temps. Avui en dia, la institució es troba en un edifici històric del segle xix i també alberga una important biblioteca.

#### Kemény - mansió Zeyk

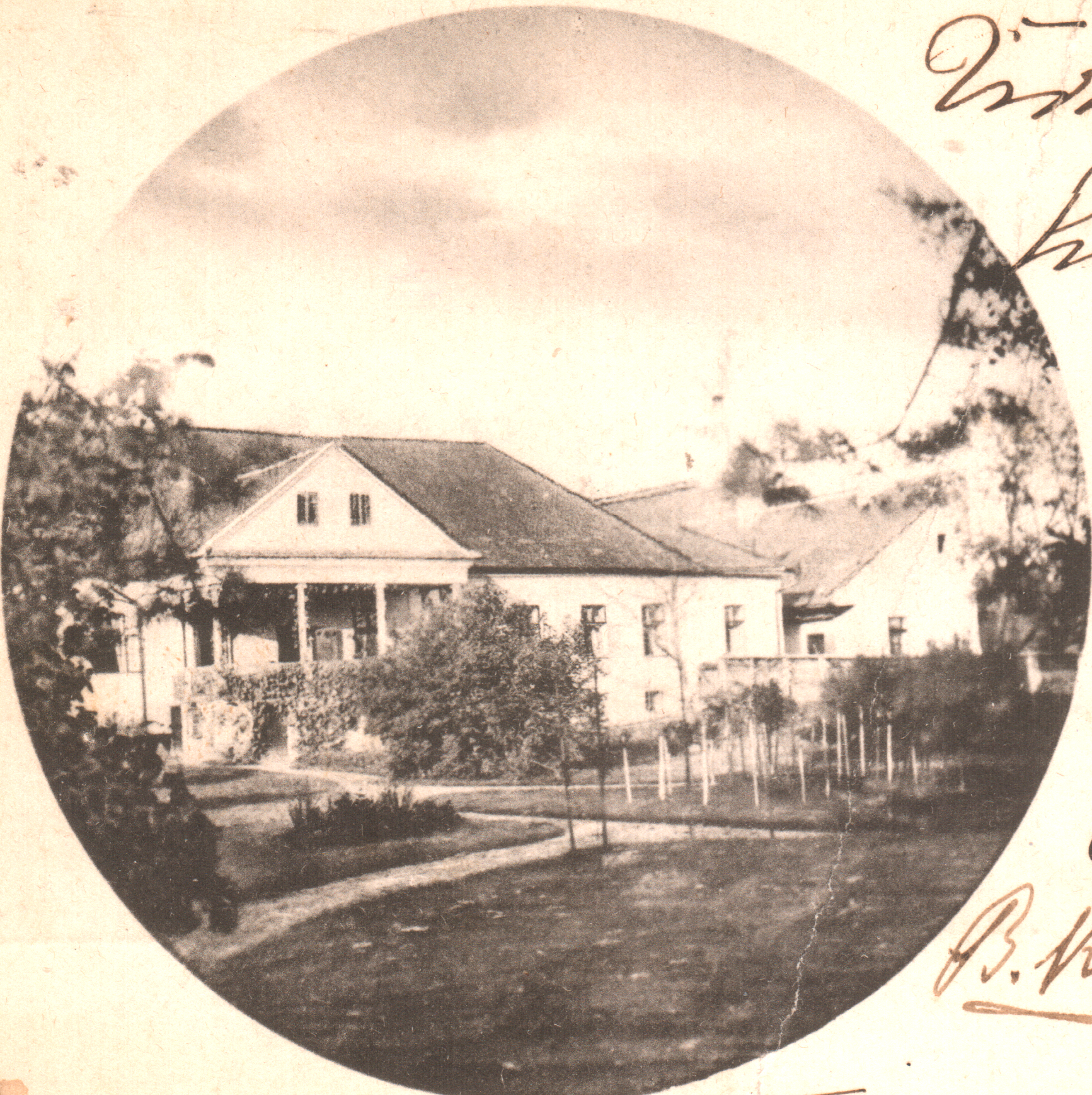
Kemény - mansió Zeyk

Centre de la vida política a Aiud al segle xix.

### Atraccions naturals
A més de la seva rica cultura, Aiud també està plena d'atractius turístics meravellosos pel que fa al medi ambient. També hi ha moltes activitats disponibles durant tot l'any, sobretot en pesca i caça. Això proporciona una base sòlida per a l'ecoturisme a la zona, ja que hi ha bells boscos, turons i muntanyes i aire fresc.

## Accessibilitat i transport
Aiud és fàcilment accessible des de totes les parts de Romania a causa de la seva posició al centre del país i la seva xarxa de carreteres. La ciutat es troba a la carretera nacional que va de Bucarest a Oradea i després travessa la frontera hongaresa cap a Budapest. Per tant, la majoria dels serveis d'autocar públics que operen entre Budapest i Bucarest per Oradea s'aturen a Aiud.

### Ferrocarrils
Aiud és un important nus ferroviari i és servit amb freqüència pels trens nacionals CFR. Es troba a la línia principal d'Oradea a Bucarest passant per Cluj-Napoca. En conseqüència, hi ha 46 trens que passen diàriament per Aiud (amb connexions molt freqüents a les principals ciutats), cap a i des de les ciutats principals següents:
- Cluj-Napoca: 18 trens diaris
- Alba Iulia: 10 trens diaris
- Brașov, Sighișoara i Ploiești: 5 trens diaris
- Bucarest, Deva, Târgu Mureș i Timișoara: 4 trens diaris
- Sibiu: 3 trens diaris
- Oradea, Huedin, Arad, Satu Mare, Constanța, Mangalia, Suceava, Iași: 2 trens diaris
- Craiova i Sighetu Marmației: 1 tren diari

(El nombre de trens diaris indica trens en ambdues direccions. Per exemple, a Cluj-Napoca hi ha 18 trens diaris, és a dir, hi ha 18 trens a Cluj-Napoca i 18 trens de Cluj-Napoca, amb un total de 36 serveis.)

## Salut
Al municipi d'Aiud, hi ha un nou hospital construït el 1993. Té 318 llits i 15 seccions. També hi ha serveis de radiologia, serveis d' urgències les 24 hores i una gran estació d'ambulàncies, cosa que fa que l'hospital sigui un dels més ben equipats de la regió. A prop, també hi ha un centre mèdic amb 14 armaris especialitzats. També hi ha un santuari de tuberculosi a Aiud, situat al sud-est de la ciutat. Aquest hospital es va construir el 1914 i actualment té 220 llits.